# Csöndes Géza
Csöndes Géza (feltehetően 1900 előtt született és 1940 után hunyt el) magyar író, újságíró, kabarészerző, dalszövegíró.
Kabarészerzőént, dalszövegíróént tűnt fel az 1910-es évek legvégétől. Később írásai megjelentek az Új Időkben és más lapokban. Czervinka Jánossal írt vígoperáját a Bemutató Színházban adták elő 1930. február 8-án.
Regényei 1934-től jelentek meg főként a Világvárosi Regények sorozatban. Egyes regényei a II. világháború után megjelentek Izraelben és Svájcban a sorozat ottani kiadásaiban.

## AVilágvárosi Regényeksorozatban megjelent kisregényei
- 8000 pengő hozomány, 110. szám, 1934
- A hadizsákmány, 124. szám, 1934
- Egy kastély 2 éjszakája, 159. szám, 1935
- A varázsló, 176. szám, 1935
- Szakadék, 199. szám, 1935
- Börtön a Dunán, 211. szám, 1935
- Tavaszi vásár, 219. szám, 1935
- Daldo doktor könnye, 239. szám, 1936
- A kabinoslány, 247. szám, 1936
- Az úri gyilkos, 254. szám, 1936
- A világcsoda, 281. szám, 1936
- Halálos ellenségem, 312. szám, 1936
- Az első ballépés, 419. szám, 1937
- A fővárosi angyal, 452. szám, 1937
- A múlt felbukkan, 470. szám, 1937
- Az áruló levél, 479. szám, 1937
- Csodálatos véletlen, 487. szám, 1938
- A végzetes másodperc, 494. szám, 1938
- Pavel, a fogoly, 556. szám, 1938
- Az ejtőernyő nem nyílik ki, 571. szám, 1938
- A zsaroló, 591. szám, 1939
- A mentőangyal, 630. szám, 1939
- Igazgyöngy?, 862. szám, 1941
- Az egyenes út és a görbe, 875. szám, 1941

## Egyéb regényei
- Titokzatos ellenség, Friss Újság Színes Regénytára, 40. szám, Hazai Hírlapkiadó Rt., Budapest, 1936
- Halálos éjszaka, Hellas, Budapest, 1938
- Lókötő kisasszony, Hellas, Budapest, 1938
- Halálos ellenségek, Basel, Allschwil, 1958

## Dalszöveg
- Buday Dénes - Csöndes Géza: A probiermamzelle (1919)
- Buday Dénes - Csöndes Géza: Óh, Donna (1919)

## Egyéb
- Bátorít a feleségem, Színházi Világ, 1922. év 24. szám
- Három hónap, Nyíl - Szépirodalmi hetilap, I. évf. 21. szám,  Révai, Bp., 1931.